# Luis Fierro (cantante)
Julián Luis Angulo Serrano (Madrid, 11 de junio de 1948 - Denia, 14 de febrero de 2022) conocido artísticamente como Luis Fierro, fue un cantante de balada melódica, compositor y músico español.

## Trayectoria artística
Inició su actividad musical participando en un programa de Televisión Española, donde se presentaban jóvenes que querían darse a conocer en la música. Posteriormente, formó un dúo musical y fue componente de grupos como "Los Tifones", cantando y tocando la guitarra. Su incorporación en 1967 al grupo Pop-Tops resultó un paso decisivo en su carrera musical. De esta forma, pudo participar en la película “Un, dos, tres, al escondite inglés”, que fue exhibida en el Festival de Cannes.
En 1975, inició una etapa en solitario como cantante melódico. Ramón Arcusa, componente del Dúo Dinámico, le ayudó y le proporcionó su primer éxito: “Aún”. Dos años después llegaría “Ella”, su tema más popular que fue Número 1 de Los 40 Principales, al que siguieron éxitos como “Chiquilla”. 
Tercer premio en el Festival de Benidorm en el año 1976, con el tema “Al mismo tiempo”. En 1981, ganó la Sirenita de Oro del Festival de Benidorm, aunque en su faceta de compositor, ya que la canción “Y te quiero” la interpretó José Umbral. Sus composiciones las han cantado  artistas melódicos como Ángela Carrasco (No, no hay nadie más), José Vélez (Seguimos) Miguel Gallardo (versión del Ella), Trío Acuario (Mímame), Dulces y Saladas (Al otro lado del mar), Lola Massey (El Sabor de tus lágrimas), entre otros. Luis Fierro fue autor y productor del disco Homenaje al Genio Andaluz (María Montoya “La Taranta”), fue productor de varios grupos y cantantes, entre los que destaca el grupo Sober. Líder de un grupo de jazz y blues (Luis Fierro y la Nueva Banda) y crooner con varias orquestas (Wall Big Band, Big Band de la AIE), centrado en actuaciones como solista, y creador de los espectáculos las “Canciones de tus Recuerdos” y “Vámonos de Guateque”.
En 2017 la discográfica Rama-Lama editó en CD "Todas sus grabaciones (1975-1979)".
El baladista fue homenajeado por la SGAE en noviembre de 2021 junto a otros autores de la época. Falleció en Dénia, donde residía con su familia.

## Discografía
Elepés
- 1977 Luis Fierro (RCA Víctor)

Discos sencillos
- XVII Festival de la Canción de Benidorm: Aún - Corazón de papel (Novola, 1975)
- Nada - Sólo tú (Novola, 1976)
- Al mismo tiempo - Susan (Novola, 1976)
- Reconciliación - Vete (1977)
- Ella - Así, sólo así (1977)
- Voglia - Sto qui solo qui (RCA, 1977) Italia
- Perdóname - No, no hay nadie más (RCA, 1977) Colombia
- Chiquilla - Mujer, dónde estás (1978)
- Amándote - Mujer, dónde estás (1979)